# Reset (Torchwood)
Pour les articles homonymes, voir Reset.
Reset est le sixième épisode de la deuxième saison de la série britannique Torchwood.

## Résumé
L'équipe de Torchwood enquête sur des meurtres mystérieux de personnes ayant été piquées par des seringues avant de mourir. Apparemment celles-ci étaient toutes cobayes d'une agence d'expérience médicale. Jack fait appel à une vieille amie, Martha Jones, pour les aider.

## Continuité
- La relation entre Ianto et Jack est expliquée en filigrane dans cet épisode.
- Owen reparle de la partie de billard proposée par Tosh dans Le Moment de vérité.
- Les Weevils ont différents rôles dans cet épisode : pourchassés au début de l'épisode, employés pour torturer ou en proie à des expérimentations médicales.

### Continuité avec leWhoniverse
- On voit dans le pré-générique une affiche d'un journal affichant la une "Nouveau Cardiff, Nouveau Maire" que l'on voyait dans l'épisode L'Explosion de Cardiff de Doctor Who.
- On a des nouvelles de Martha depuis son départ de Doctor Who dans l'épisode Le Dernier Seigneur du temps : elle a enfin obtenu son doctorat et travaille maintenant pour UNIT. Elle suggère d'ailleurs que c'est en partie grâce au fait qu'elle soit une compagne du Docteur qu'elle a eu ce poste.
- Sur le site BBC de l'épisode, on trouve une fiche de Torchwood expliquant qu'elle est la cousine de l'ex-agent de Torchwood Adeola Oshodi, morte dans l'épisode L'Armée des ombres (Doctor Who).
- On trouve énormément d'allusions aux trois épisodes de Doctor Who où Martha Jones et Jack Harkness se sont croisés. C'est-à-dire Utopia, Que tapent les tambours ou Le Dernier Seigneur du temps. Ainsi, elle explique avoir déjà sauvé le monde et savoir "comment se rendre invisible", en référence au collier de perception qu'elle a reçu utilisant le même principe que l'ascenseur invisible du QG de Torchwood. Jack prend des nouvelles de la famille de Martha, qu'il a côtoyée pendant un an durant l'épisode Le Dernier Seigneur du temps et en référence aux évènements de cet épisode Martha dit avoir "voyagé dans à peu près tous les pays du monde". Jack dit qu'il a confiance en Martha car ils ont vu la fin de l'univers (Utopia).
- Jack dit avoir eu une mauvaise expérience avec un politicien, il s'agit d'Harold Saxon (Doctor Who).
- Le nom d'emprunt de Martha est "Samantha Jones" qui est le nom d'une compagne du 8e docteur.
- Il est dit au cours de l'épisode que les cellules de Martha ont muté à la suite de ses nombreux voyages dans le temps à bord du TARDIS, notamment  ses défenses immunitaires qui se sont renforcées. Cette particularité des compagnons du Docteur est réutilisée plus tard dans Doctor Who pour le personnage de River Song. En effet,il est révélé que le métabolisme des personnes voyageant à bords du TARDIS mute de façon à ressembler à celui des Seigneurs du temps, ceux-ci étant à la base une espèce semblable aux humains, ayant évolué au contact du vortex du temps.
- L'identité du petit ami de Martha lui ayant sauvé la vie est Thomas Milligan de l'épisode Le Dernier Seigneur du temps.
- Gwen et Martha discutent ensemble. En effet, la relation entre Martha et le docteur n'est pas éloigné de celle qu'entretient Gwen et Jack.

## Production

### Casting
- Freema Agyeman retrouve le rôle de Martha Jones qu'elle a tenu lors de la saison 3 de Doctor Who et devient actrice principal pour 3 épisodes.
- On trouve l'acteur néo-zélandais Alan Dale figure récurrente dans le monde des séries (pour avoir joué notamment dans NCIS : Enquêtes spéciales , Urgences, X-Files : Aux frontières du réel et tenu le rôle de Charles Widmore dans Lost : Les Disparus) dans le rôle du docteur Aaron Copley.

### Musique
- L'arrivée de Martha Jones donne lieu à une variation du thème de Martha composé par Murray Gold pour la saison 3 de Doctor Who.
- Feel Good Inc. de Gorillaz : lorsque Martha et Owen font des expériences dans le laboratoire.